# Sender Heilsberg
Der Sender Heilsberg ist eine Sendeanlage in Ermland-Masuren in Polen.
Die Anlage wurde als deutscher Großsender für das Programm "Königsberg I" im ehemaligen Ostpreußen, rund drei Kilometer nordwestlich von Heilsberg an der Landstraße von Heilsberg nach Preußisch-Eylau errichtet. Ab 1935 wurde der Sender zu einem NS-Propagandasender im Netz der Deutschen Europa Sender ausgebaut.

## Geschichte

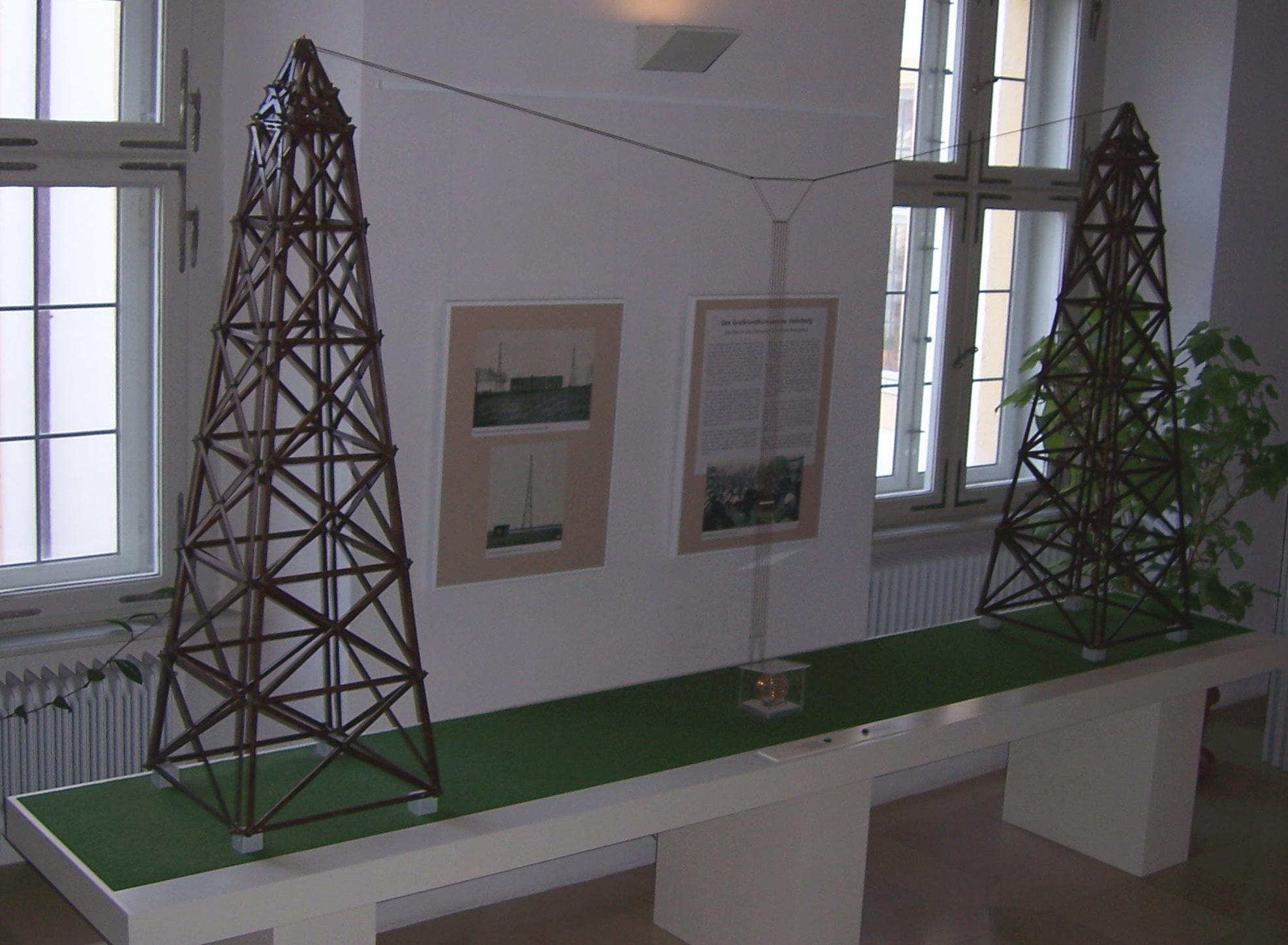
Modell des Senders Heilsberg im Kulturzentrum Ostpreußen

Er ging am 15. Dezember 1930 mit einer Sendeleistung von 60 Kilowatt in Betrieb. Als Antenne verwendete er eine Vertikalreuse, die an einem Seil zwischen zwei freistehenden, 102 Meter hohen Holztürmen gespannt war. Die Holztürme standen in einem gegenseitigen Abstand von 200 Metern. 1935 wurde die Sendeleistung auf 100 Kilowatt erhöht. Zudem wurde die Vertikalreusenantenne durch einen Höhendipol mit Endkapazität und Spule ersetzt, die von einem 115 Meter hohen freistehenden Holzturm getragen wurde. Dieser Turm entstand durch Aufstockung eines der beiden Holztürme, welche die T-Antenne trugen. Der zweite Turm wurde abgebaut und als Sendeturm für den Sender Königsberg-Amalienau wieder aufgebaut. Dieser wurde 1940 durch einen abgespannten 151 Meter hohen, gegen Erde isolierten Rundstahlgittermasten mit viereckigem Querschnitt ersetzt. Außerdem gingen im gleichen Jahr noch eine Dreieckflächenantenne und ein 50 Meter hoher, gegen Erde isolierter Rundstahlmast in Betrieb. Am 31. Januar 1945 wurden die Anlagen zum größten Teil von der sich zurückziehenden deutschen Wehrmacht zerstört. Die unterirdischen Gänge wurden wegen Wassereinbruchs zugeschüttet.
Nach dem Zweiten Weltkrieg soll auf dem Stationsareal für einige Zeit ein Sender des sowjetischen Auslandsdienstes betrieben worden sein. In den 1980er Jahren diente die Anlage der Störung der Signale des ausländischen Radiosenders „Wolna Europa“. Daneben wurde auch bis Mitte der 1990er Jahre ein Lokalprogramm auf einer Gemeinschaftswelle mit geringer Leistung abgestrahlt.

## Radiofoniczny Ośrodek Nadawczy (RON) Lidzbark Warmiński
Heute werden von dem Sendemast, der 83 Meter hoch ist, das Programm von Radio Maryja auf 106,2 MHz mit 10 kW ERP und das Fernsehprogramm TVP 1 auf 527,25 MHz mit 200 kW ERP abgestrahlt.
Das Gelände wird offenbar auch militärisch genutzt.